# Второтугаевская волость
Второтугаевская волость (Вторая Тугаевская волость) — административная единица в составе Цивильского уезда Казанской губернии. Волость существовала с конца XVI века до 1781 года (по другим данным — до 1796 года). Волость получило название от деревни Второе Тугаево (Идельмесы) (совр. Сятракасы)

## История
По данным I ревизии  (1719 года) в волости числились селения:
| Название                   | Совр. название                                   | Совр. расположение  |
| -------------------------- | ------------------------------------------------ | ------------------- |
| Первые Ядлры               | Тувалькино                                       | Шумерлинский        |
| Вторые Ялдры               | Вторые Ялдры                                     | Шумерлинский        |
| Бурдасы                    | Буртасы                                          | Вурнарский          |
| Хирпоси Тувси              | Хирпоси                                          | Вурнарский          |
| Шугурова                   | Сеспель                                          | Канашский           |
| Мокры                      | Мокры                                            | Канашский           |
| Хирпоси Тойси тож          | Орауши                                           | Вурнарский          |
| Сиделева                   | Сиделево                                         | Канашский           |
| Искеева                    | Искеево-Яндуши                                   | Цивильский          |
| Нюргечева                  | ныне не существует (в составе д. Атнашево)       | Канашский           |
| Напольная Тугаева          | Напольное Тугаево                                | Вурнарский          |
| Тагаева                    | Малое Тугаево                                    | Канашский           |
| Идельмесы                  | ныне не существует (в составе д. Сятракасы)      | Мариинско-Посадский |
| Котякова                   | ныне не существует (в составе д. Топнеры)        | Цивильский          |
| Напольная Котякова         | Напольные Котяки                                 | Канашский           |
| Багильдина                 | ныне не существует (в составе д. Шинеры)         | Цивильский          |
| Багильдина что на Хирпосях | Байгильдино                                      | Канашский           |
| Первые Тойси               | Первые Тойси                                     | Цивильский          |
| Вторые Тойси               | Вторые Тойзи                                     | Цивильский          |
| Баскакова                  |                                                  |                     |
| Яншикова                   | ныне не существует (в составе д. Яншихово-Челлы) | Красноармейский     |